# Trận Osan
Trận Osan (tiếng Triều Tiên: 오산 전투, tiếng Trung Quốc: 烏山戰役 / Ô Sơn chiến dịch, tiếng Anh: Battle of Osan) là trận đánh đầu tiên giữa Quân đội Hoa Kỳ và Quân đội Nhân dân Triều Tiên (Bắc Triều Tiên) trong Chiến tranh Triều Tiên diễn ra vào ngày 5 tháng 7 năm 1950. Quân lực Hoa Kỳ gồm một lực lượng đặc nhiệm có 400 lính bộ binh được pháo binh yểm trợ đã đến Osan, phía nam Seoul với nhiệm vụ bọc hậu chặn đà tiến của quân Bắc Triều Tiên trong khi người Mỹ đưa quân tăng viện đến phía nam. Tuy nhiên lực lượng này không có cả pháo chống tăng lẫn vũ khí chống tăng bộ binh hiệu quả mà chỉ được trang bị bazooka đã lỗi thời và súng không giật M18 57mm. Về pháo binh, tình thế cũng không khả quan hơn khi cơ số đạn chất nổ mạnh chống tăng HEAT của lựu pháo 105mm chỉ có sáu viên cộng với loại pháo đủ uy lực đánh gục xe tăng Liên Xô T-34 thời điểm này chưa được quân Mỹ đưa sang chiến trường Triều Tiên.
Một đội hình xe tăng Bắc Triều Tiên gồm 33 xe tăng T-34/85 do Liên Xô sản xuất thuộc Trung đoàn Xe tăng 107, Sư đoàn Thiết giáp 105 tiến đến vị trí phòng tuyến Mỹ tại quốc lộ phía bắc Osan trúng đạn pháo 105mm, pháo không giật 75mm và bazooka của lực lượng đặc nhiệm Mỹ nhưng chỉ có bốn chiếc bị đứt xích bất động và số còn lại tiếp tục tiến về phía nam, bỏ qua phòng tuyến quân Mỹ. Sau khi đội hình xe tăng đã đi qua, lính Mỹ chuyển sang mục tiêu tiếp theo là 5.000 lính Bắc Triều Tiên của Sư đoàn Bộ binh 4 tiến đến vị trí của họ. Lính Mỹ đã tạm thời cầm chân được quân Bắc Triều Tiên trong vài giờ trước khi bị tràn ngập bởi các cuộc tấn công thọc sườn và cuối cùng đã phải rút lui trong hỗn loạn và thương vong nặng nề.
Kết quả trận đánh cho thấy lính Mỹ trong thời gian đầu tham gia Chiến tranh Triều Tiên thua kém lính Bắc Triều Tiên về gần như mọi mặt và đó là nguyên nhân của những thất bại liên tiếp sau đó của quân đội Hoa Kỳ trước khi cục diện chiến tranh đổi chiều với hai chiến thắng của Hoa Kỳ tại Inchon và Pusan.

## Bối cảnh

### Chiến tranh Triều Tiên bùng nổ
Rạng sáng ngày 25 tháng 6 năm 1950, được pháo binh yểm trợ, Quân đội Nhân dân Triều Tiên vượt vĩ tuyến 38 tấn công về phía nam, bắt đầu cuộc Chiến tranh Triều Tiên. Đối đầu với 89.000 quân Bắc Triều Tiên được trang bị đầy đủ xe tăng, máy bay là một lực lượng Nam Triều Tiên ít hơn và không sẵn sàng chiến đấu khi thiếu tổ chức cũng như trang bị. Quân số áp đảo của quân đội Bắc Triều Tiên đã nhanh chóng tiêu diệt những sự kháng cự dọc biên giới của 38.000 Nam quân và tiến sâu về phía nam. Lính Nam Triều Tiên tháo lui hoặc đào ngũ hàng loạt sang miền Bắc. Seoul, thủ đô Nam Triều Tiên bị Bắc quân chiếm vào ngày 28 tháng 6.
Để ngăn không cho Nam Triều Tiên sụp đổ, Liên Hiệp quốc đã bỏ phiếu thông qua việc giúp Nam Triều Tiên vào ngày 27 tháng 6. Hạm đội 7 Hoa Kỳ đưa Lực lượng Lực lượng Đặc nhiệm 77, dẫn đầu là hàng không mẫu hạm USS Valley Forge; Hạm đội Viễn Đông Anh cũng đưa một số tàu, trong đó có hàng không mẫu hạm HMS Triumph đến để yểm trợ sức mạnh không quân và hải quân. Các hoạt động hải quân đã phong tỏa được Bắc Triều Tiên và các cuộc không kích đã làm trì hoãn đà tiến của Bắc quân nhưng không vì thế mà cuộc tấn công của Bắc Triều Tiên dừng lại. Tổng thống Mỹ Harry S. Truman quyết định đưa bộ binh đến để hỗ trợ các cuộc không kích. Tuy nhiên, sức mạnh của quân đội Hoa Kỳ tại Viễn Đông năm năm sau Chiến tranh thế giới thứ hai đã giảm sút và đơn vị gần mặt trận Triều Tiên nhất là Sư đoàn Bộ binh số 24 thuộc Quân đoàn 8, căn cứ chính tại Nhật Bản. Ngoài ra việc cắt giảm chi phí quân sự còn khiến cho sư đoàn này không đủ sức chiến đấu và được trang bị lạc hậu.
Tư lệnh Sư đoàn 24 là Thiếu tướng William F. Dean xác định Trung đoàn Bộ binh số 21 là đơn vị đủ sức chiến đấu nhất trong số ba trung đoàn của sư đoàn mình. Dean sau đó quyết định tách Tiểu đoàn 1 thuộc Trung đoàn 21 ra riêng vì đơn vị này được chỉ huy bởi Trung tá Charles Bradford Smith là một quân nhân nhiều kinh nghiệm, từng tham gia chiến đấu trong Trận Guadalcanal thời kỳ Chiến tranh thế giới thứ hai. Tiểu đoàn này sẽ được các máy bay vận tải C-54 Skymaster đưa đến Triều Tiên để chặn bước tiến của quân Bắc Triều Tiên, trong khi phần còn lại của sư đoàn sẽ đến Nam Triều Tiên sau bằng đường biển.

### Lực lượng Đặc nhiệm Smith
| “                                                   | Sau khi đến Pusan, chúng ta sẽ tiến về Taejon. Chúng ta muốn chặn đứng bọn Bắc Triều Tiên càng xa Pusan càng tốt. Khóa con đường càng xa phía bắc càng tốt. Hãy liên lạc với tướng Church. Nếu các anh không tìm thấy ông ta, vẫn hãy đến Taejon và xa hơn nữa nếu có thể. Tôi rất xin lỗi khi không thể cho các anh nhiều thông tin hơn – đó là tất cả những gì tôi có. Chúc may mắn, và cầu Chúa phù hộ anh và các người lính của anh!! | ” |
| ——Lệnh của tướng William F. Dean đến Trung tá Smith | |   |

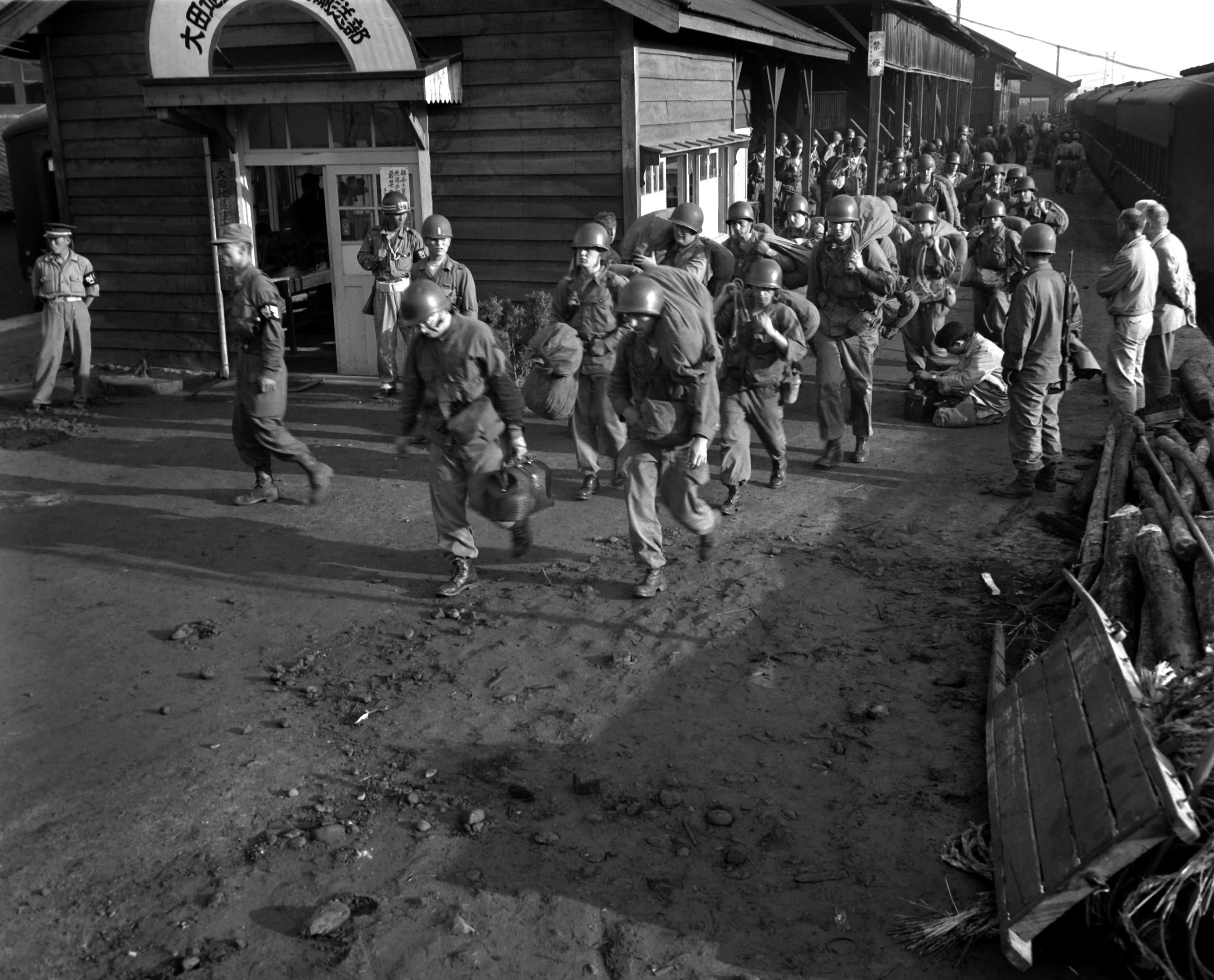
Lực lượng Đặc nhiệm Smith đến Nam Triều Tiên.

Đơn vị đầu tiên của Sư đoàn 24 rời Căn cứ Không quân Itazuke, Nhật Bản vào ngày 30 tháng 6. Lực lượng Đặc nhiệm Smith, mang tên chỉ huy trưởng của nó là Trung tá Smith, có quân số 406 người thuộc Tiểu đoàn 1, Trung đoàn Bộ binh 21 và 134 người thuộc Đại đội A, Tiểu đoàn Pháo Dã chiến 52 dưới quyền Trung tá Miller O. Perry. Cả hai đơn vị này đều bị trang bị yếu kém và không đủ quân số: Tiểu đoàn 1, Trung đoàn 21 chỉ có hai đại đội bộ binh (B và C) trong khi một đơn vị tiểu đoàn lục quân Hoa Kỳ theo tiêu chuẩn là ba đại đội. Hậu quả là quân số tối thiểu của Đại đội Chỉ huy, trung đội thông tin, trung đội vũ khí hạng nặng bị cắt giảm phân nửa. Vũ khí được trang bị chỉ vỏn vẹn 6 khẩu Bazooka M9A1 đã lỗi thời, 2 khẩu pháo không giật 75 mm, 2 khẩu súng cối 4,2 inch (107mm) và 4 khẩu súng cối 60mm. Hầu hết số vũ khí này được lấy từ phần còn lại của Trung đoàn 21, đơn vị vốn cũng đã không đủ sức mạnh. Khẩu đội pháo A, đơn vị yểm trợ pháo binh cho Lực lượng Đặc nhiệm được trang bị 6 khẩu lựu pháo 105mm. Các khẩu pháo này được cho cơ số đạn là 1.200 quả đạn trái phá không đủ sức xuyên thủng lớp giáp của các xe tăng và chỉ có 6 quả đạn chống tăng dùng thuốc nổ mạnh (HEAT). Ngoài pháo, Đại đội A còn có 4 khẩu súng máy hạng nặng M2 Browning.
Hầu hết những người lính thuộc Lực lượng Đặc nhiệm đều chưa đến 20 tuổi, không có kinh nghiệm chiến đấu và chỉ được 8 tuần huấn luyện cơ bản. Chỉ 1/3 số sĩ quan của Lực lượng Đặc nhiệm có kinh nghiệm chiến đấu trong Chiến tranh thế giới thứ hai, và chỉ 1/6 số lính tuyển mộ có kinh nghiệm chiến đấu. Tuy nhiên nhiều người trong số đó đã tình nguyện gia nhập Lực lượng Đặc nhiệm. Mỗi người lính được trang bị cơ số đạn 120 viên và 2 ngày khẩu phần C.
Thành phần Lực lượng Đặc nhiệm Smith tham gia Trận Osan
- Tiểu đoàn 1, Trung đoàn Bộ binh 21
  - Trung đội Chỉ huy
  - Đại đội B
  - Đại đội C
  - Trung đội Vũ khí Hạng nặng
- Tiểu đoàn Pháo Dã chiến 52
  - Khẩu đội pháo A

Ngày 1 tháng 7, Lực lượng Đặc nhiệm Smith đến Nam Triều Tiên và nhanh chóng thiết lập tổng hành dinh tại Taejon. Lực lượng Đặc nhiệm tiến về phía bắc bằng đường sắt và xe tải để đối đầu với quân Bắc Triều Tiên. Lực lượng Đặc nhiệm Smith là một trong số vài đơn vị Hoa Kỳ được đưa đến Triều Tiên với mục đích gây tâm lý "sốc" ban đầu cho đà tiến của Bắc quân và trì hoãn các đơn vị Bắc quân càng lâu càng tốt trước khi nhiều lính Mỹ sau đó được đưa đến Triều Tiên. Nhiệm vụ cụ thể của Lực lượng Đặc nhiệm Smith là tiến về phía bắc càng xa càng tốt và đối đầu với quân Bắc Triều Tiên giúp cho phần còn lại của Sư đoàn 24 kịp đến Nam Triều Tiên tăng viện. Tư lệnh Sư đoàn 24 William F. Dean đã ra lệnh Trung tá Smith ngăn Bắc quân dọc quốc lộ từ Suwon và càng xa Pusan càng tốt.
Ba ngày sau đó, đơn vị đã đào công sự tại hai ngọn đồi ngang quốc lộ phía bắc làng Osan, cách Suwon 9,7 km và Seoul khoảng 40 km về phía nam. Hai đỉnh đồi cao 91 m, từ đó có thể trông thấy toàn bộ con đường đến Suwon. Tiểu đoàn thiết lập tuyến phòng thủ dài 1,6 km trên cả hai ngọn đồi đó để đánh chặn quân bắc Triều Tiên đang tiến tới. Lính Mỹ bố trí dọc theo quốc lộ với 2 đội hình bộ binh trên hai ngọn đồi, 5 khẩu lựu pháo cách đội hình bộ binh 1,6 km còn khẩu lựu pháo thứ 6 được trang bị cả sáu quả đạn chống tăng dùng thuốc nổ mạnh bố trí giữa đội hình bộ binh và 5 khẩu pháo còn lại. Mưa lớn khiến cho việc yểm trợ không lực không thể thực hiện do đó Smith và Perry buộc phải tái tổ chức khẩu đội pháo theo cách như trên với hi vọng nó sẽ phát huy hiệu quả.

## Diễn biến

### Cuộc tấn công vào đội hình xe tăng Bắc Triều Tiên
7 giờ 30 phút sáng ngày 5 tháng 7, Lực lượng Đặc nhiệm Smith phát hiện một đội hình hàng dọc 8 chiếc xe tăng T-34/85 của Trung đoàn Xe tăng 107, Sư đoàn Thiết giáp 105 Bắc Triều Tiên đang tiến về phía mình. Đây là lực lượng Bắc quân đang trên đường truy kích tàn quân Nam Triều Tiên tháo chạy khỏi Seoul. Lúc 8 giờ 16 phút, khẩu đội pháo khai hỏa quả đạn đầu tiên vào đội hình xe tăng đang đi tới. Những chiếc xe tăng, lúc này còn cách bộ binh Mỹ 2 km trúng phải nhiều quả đạn pháo 105mm nhưng không hề hấn gì. Khi đoàn xe tăng chỉ còn cách 700 m, khẩu pháo không giật 75mm bắn trúng chiếc xe tăng đi đầu nhưng không có chuyện gì xảy ra. Các xe tăng Bắc Triều Tiên bị tấn công bất ngờ và không phát hiện được vị trí hỏa lực đã tấn công họ nên chỉ bắn đáp trả mà không nhắm bằng pháo và súng máy

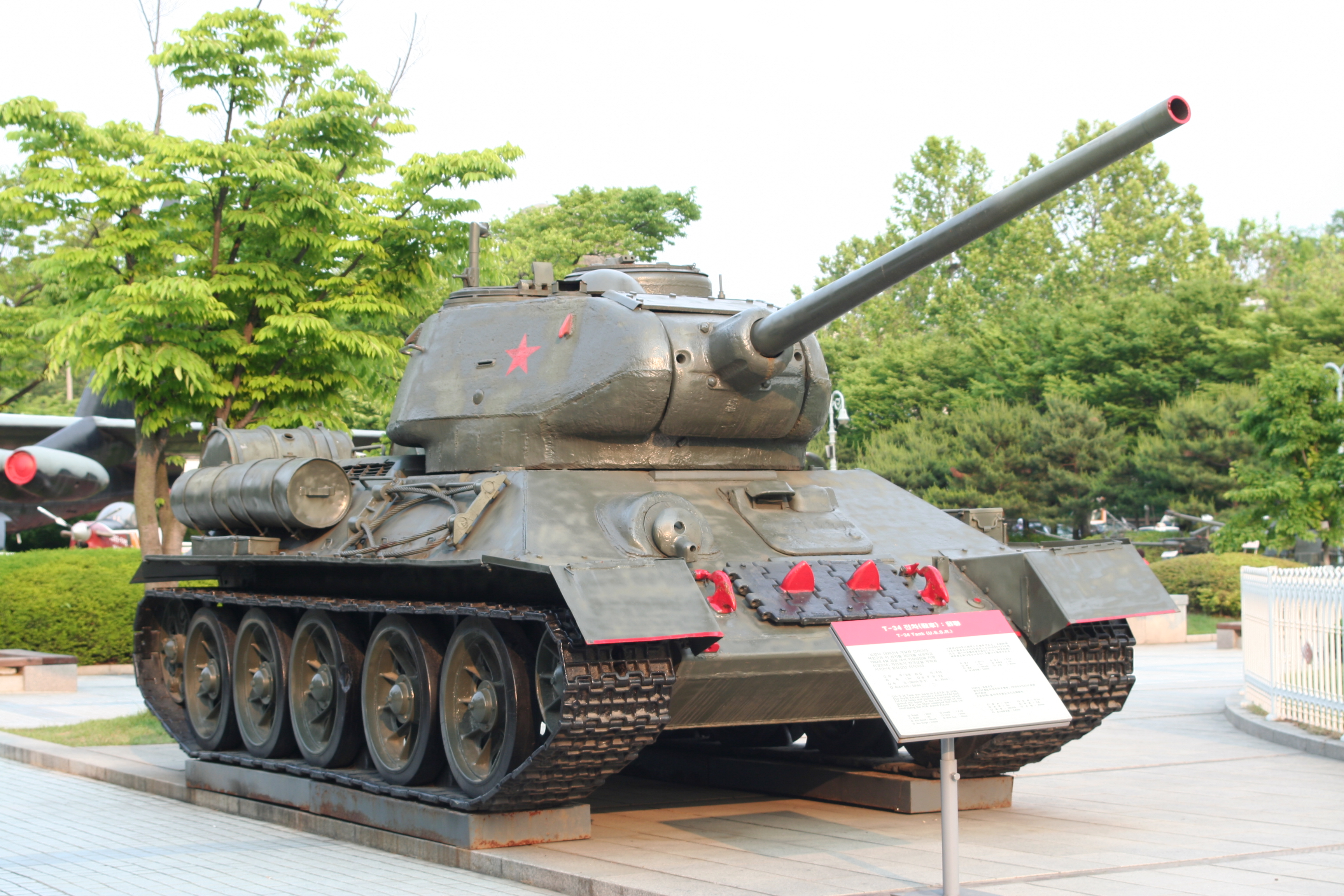
Một chiếc xe tăng T-34/85 được trưng bày trong bảo tàng. Vào năm 1950, đây là xe tăng chiến đấu chủ lực của Quân đội Bắc Triều Tiên và 36 chiếc xe tăng T-34/85 đã xuất hiện trong Trận Osan.

Cuối cùng khi trông thấy những chiếc xe tăng chạm trán phòng tuyến bộ binh, thiếu úy Ollie Connor bắn 22 trái hỏa tiễn ở khoảng cách 14 mét bằng khẩu Bazooka M9A1. Một số trái không nổ, một số trái đâm vào lớp giáp đuôi, nơi giáp mỏng nhất của T-34, nhưng đầu đạn không đủ sức xuyên qua lớp giáp. Những chiếc xe tăng đoán rằng những cuộc tấn công chặn đường từ nãy giờ là của lính Nam Triều Tiên nên càng không coi là mối đe dọa và tiếp tục tiến lên bình thường. Khi đoàn xe tăng lên đến đỉnh của con đường, khẩu lựu pháo duy nhất được trang bị đạn chống tăng khai hỏa, bắn trúng hai chiếc đi đầu và làm một chiếc bốc cháy. Một lính tăng chạy khỏi chiếc tăng bốc cháy với khẩu tiểu liên PPSh-41 và giết chết một lính Mỹ thuộc đội súng máy trước khi tự sát; tên người lính Mỹ chết sau đó được xác định nhưng có thể không chính xác là Kenneth R. Shadrick, thương vong đầu tiên của lực lượng lục quân Mỹ trong Chiến tranh Triều Tiên. Khẩu lựu pháo sau đó không còn đạn chống tăng đã phải bắn đạn trái phá trước khi bị chiếc T-34 thứ ba tiêu diệt. Những chiếc xe tăng còn lại tiếp tục tiến lên phía trước mà không quan tâm đến hỏa lực pháo và bazooka của lính Mỹ mặc dù thêm một chiếc T-34 nữa bị tê liệt do một quả đạn pháo 105mm bắn trúng xích. Xích tăng làm đứt đường dây liên lạc giữa bộ binh và pháo binh Mỹ, làm tình hình thêm hỗn loạn. Trung tá Perry bị thương khi cố bắt sống chiếc xe tăng tê liệt còn những khẩu pháo của ông vẫn khai hỏa nhưng bất lực trước xe tăng Bắc Triều Tiên.
Trong chưa đến một giờ sau đó, một đội hình xe tăng thứ hai gồm 25 chiếc T-34 tiến đến vị trí Lực lượng Đặc nhiệm. Đội hình này không được tổ chức nên những chiếc tăng đi riêng lẻ hoặc theo nhóm hai, ba chiếc. Pháo binh Mỹ bắn đứt xích một chiếc và làm bị thương ba chiếc khác. Đổi lại, các xe tăng Bắc Triều Tiên tiêu diệt được một khẩu pháo, làm bị thương một số pháo thủ, giết hoặc làm bị thương khoảng 20 lính bộ binh và phá hủy toàn bộ các chiếc xe đậu phía sau phòng tuyến bộ binh. Một trong năm khẩu lựu pháo còn lại hư hại nhẹ do một quả đạn pháo suýt trúng vào nó. Nhiều pháo thủ Mỹ bắt đầu rời bỏ vị trí nhưng Trung tá Perry đã thuyết phục thành công họ quay lại. Mặc dù sau này Trung tá Smith cho rằng những viên đạn để quá lâu khiến cho những khẩu bazooka vô tác dụng nhưng thực tế bazooka 2.36-inch khi sử dụng trong Chiến tranh thế giới thứ hai cũng không làm được gì trước lớp giáp xe tăng Đức. Việc cắt giảm ngân sách sau chiến tranh khiến cho Sư đoàn Bộ binh 24 không được nhận phiên bản bazooka được cải tiến M20 3.5-inch trang bị đạn chống tăng M28A2 đủ sức đánh gục xe tăng Liên Xô. Khi đoàn xe tăng đi qua, gần một giờ sau đó không có một lực lượng Bắc Triều Tiên nào tiếp tục xuất hiện.

### Cuộc tấn công vào đội hình bộ binh Bắc Triều Tiên

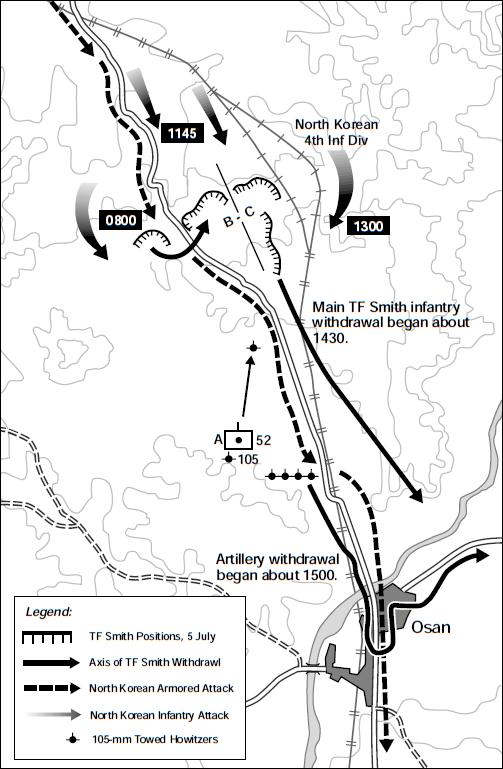
Bản đồ Trận Osan

Lúc 11 giờ, thêm ba chiếc xe tăng nữa xuất hiện từ hướng bắc. Phía sau chúng là một đội hình hàng dọc xe tải dài 9,7 km, đó là hai trung đoàn bộ binh Bắc Triều Tiên: Trung đoàn Bộ binh số 16 và Trung đoàn Bộ binh số 18 thuộc Sư đoàn Bộ binh số 4, quân số khoảng 5.000 người do Thiếu tướng Lee Kwon Mu chỉ huy từ Seoul tiến đến. Đội hình bộ binh này có vẻ như đã không liên lạc với đội hình xe tăng đi trước nên lính Bắc Triều Tiên không hề biết về sự hiện diện của lính Mỹ trong khu vực.
Lúc 11 giờ 45 phút, khi đội hình bộ binh cách phòng tuyến Mỹ 910 mét, Trung tá Smith hạ lệnh lính Mỹ khai hỏa mọi thứ có thể vào Bắc quân. Hỏa lực súng trường, súng máy, súng cối và pháo tiêu diệt một vài xe tải làm cho đội hình hỗn loạn. Ba chiếc xe tăng đi đầu tiến đến gần Lực lượng Đặc nhiệm Smith trong phạm vi 300 mét rồi bắt đầu khai hỏa. Khoảng 1.000 lính bộ binh Bắc Triều Tiên từ cánh đồng lúa phía đông con đường xông lên bao vây lính Mỹ nhưng bị đẩy lùi. Smith muốn gọi hỏa lực pháo nhắm vào bộ binh Bắc Triều Tiên nhưng người truyền tin không thể tìm lại được vị trí các khẩu pháo do đó đã cho rằng số pháo này đã bị xe tăng tiêu diệt. Trong vòng 45 phút sau đó, một lực lượng Bắc Triều Tiên nữa tấn công bao vây từ phía tây con đường, buộc Smith phải triệt thoái một trung đội về phía đông con đường. Ngay sau đó, lính Mỹ bắt đầu phải chịu hỏa lực pháo và súng cối từ lính Bắc Triều Tiên.

### Lính Mỹ rút lui
Lực lượng Đặc nhiệm Smith cố gắng giữ phòng tuyến cho đến 14 giờ 30 phút thì Trung tá Smith buộc phải ra lệnh triệt thoái do không còn đạn và hệ thống liên lạc đã bị cắt đứt. Thời điểm này, lính Bắc Triều Tiên đang bao vây cả hai cánh sườn quân Mỹ và cả từ phía sau. Smith hạ lệnh triệt thoái lần lượt từng đơn vị một để các đơn vị còn lại có thể yểm trợ cho đơn vị triệt thoái. Thứ tự triệt thoái lần lượt là Đại đội C, quân y, trung đội chỉ huy và sau cùng là Đại đội B. Tuy nhiên Trung đội 2, Đại đội B không nhận được lệnh triệt thoái do đó khi trung đội này phát hiện đơn vị mình chỉ còn một mình trên chiến trường thì lệnh triệt thoái đã đưa ra quá lâu và không thể kịp đưa những người bị thương đi. Trung đội buộc phải để lại hầu hết vũ khí. Hầu hết những người còn khỏe mạnh chạy trốn thành công nhưng các thương binh Mỹ nằm trên cán buộc phải để lại cùng với các quân y. Các thương binh Mỹ này sau đó tìm thấy bị bắn chết còn các quân y thì vĩnh viễn mất tích.

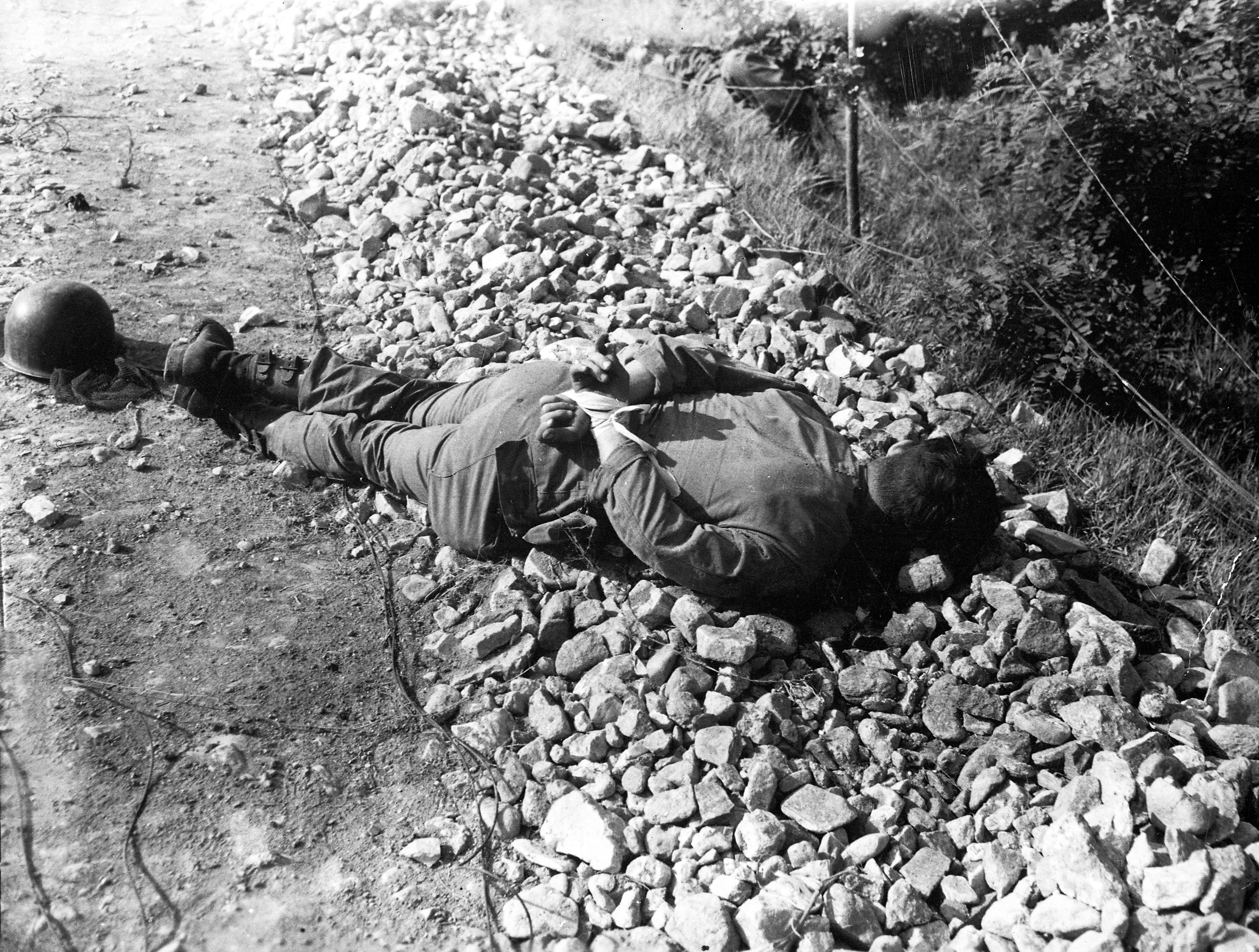
Lính Mỹ thuộc Trung đoàn Bộ binh 21, Sư đoàn 24 bị bắt và xử tử bởi lính Bắc Triều Tiên, ảnh chụp năm 1950

Cuộc triệt thoái nhanh chóng biến thành một cuộc tháo cháy tán loạn vô tổ chức. Lực lượng Đặc nhiệm Smith gánh chịu thương vong lớn trong lúc rút lui do phơi mình ra trước hỏa lực địch. Khi lính Mỹ chạy đến vị trí các khẩu pháo, các pháo thủ vô hiệu hóa các khẩu lựu pháo của mình bằng cách lấy đi bộ phận ngắm và tấm thép đóng khóa nòng súng trước khi cùng bộ binh chạy đến khu vực ngoại vi phía bắc Osan, nơi một số xe vận tải được giấu kín đang chờ đợi họ. Những chiếc xe này may mắn chạy đến Pyongtaek và Cheonan mà không bị ngăn trở, đón thêm nhiều lính lang thang dọc đường đi trước khi đến phòng tuyến thứ hai mà Sư đoàn Bộ binh 24 đã thiết lập.
250 lính Mỹ thuộc Lực lượng Đặc nhiệm Smith trở về phòng tuyến Mỹ trước khi trời sập tối. Khoảng 150 lính Mỹ hoặc hơn tử trận, bị thương hoặc mất tích. Nhiều ngày sau đó, nhiều lính Mỹ bị tụt lại đã tìm được đến phòng tuyến Mỹ trong đó người cuối cùng thuộc Trung đội 2, Đại đội B đến Chonan năm ngày sau đó, chỉ trước quân Bắc Triều Tiên 30 phút. Theo ước tính ban đầu, Lực lượng Đặc nhiệm Smith có 20 người tử trận (KIA), 130 người bị thương (WIA) hoặc mất tích (MIA) và khoảng 36 người bị bắt làm tù binh. Sau chiến tranh, con số chính thức được đưa ra là 60 người tử trận, 21 người bị thương và 82 người bị bắt làm tù binh, trong đó có 32 người chết trong thời gian bị bắt. Người lính đầu tiên tử trận được xác định là Kenneth R. Shadrick. Thương vong này chiếm đến 40% quân số Lực lượng Đặc nhiệm Smith. Sau này khi lính Mỹ tiến về phía bắc đã phát hiện ra nhiều nấm mộ sơ sài chôn xác lính Mỹ thuộc Sư đoàn 24. Tất cả đều bị bắn vào đầu từ phía sau với bàn tay bị trói bởi dây truyền tin. Thương vong của lính Bắc Triều Tiên là 42 người chết và 85 người bị thương, cộng thêm bốn xe tăng bị tiêu diệt hoặc vô hiệu hóa. Trận đánh này làm cuộc tiến quân của lính Bắc Triều Tiên về phía nam bị đình trệ lại trong khoảng bảy giờ sau đó.

## Kết quả
Trận Osan là lần đầu tiên bộ binh Mỹ tham gia Chiến tranh Triều Tiên. Trận đánh này cho thấy lính Mỹ không được chuẩn bị cho cuộc chiến và yếu kém hơn lính Bắc Triều Tiên cả về trang bị, huấn luyện và kinh nghiệm chiến đấu – chưa tính đến chênh lệch về quân số. Một sĩ quan Bắc Triều Tiên sau này đã nói với sử gia John Toland rằng lính Mỹ trong trận này có vẻ như "quá sợ phải chiến đấu". Nghiêm trọng hơn, nhiều lính Mỹ bỏ vị trí phòng thủ quá sớm, để vũ khí và thương binh ở lại. Trung tá Smith tự nhận đã không chịu triệt thoái sớm để cho lính Bắc Triều Tiên bao vây và gây thương vong lớn. Những khuyết điểm của lính Mỹ trong trận này tiếp tục bị các đơn vị Hoa Kỳ khác mắc phải trong tháng 7 khiến cho quân đội Hoa Kỳ bị quân đội Bắc Triều Tiên đẩy lùi ngày càng sâu hơn về phía nam.
Mặc dù bị đánh bại với thương vong nặng nề, Lực lượng Đặc nhiệm Smith đã thành công trong việc trì hoãn cuộc tiến quân của lính Bắc Triều Tiên thêm nhiều giờ. Khi trận đánh này đang diễn ra, Trung đoàn Bộ binh 34 cũng thuộc Sư đoàn 24 đã thiết lập tuyến phòng thủ tại Pyeongtaek, cách Osan 24 km về phía nam. Tuy nhiên sau đó Trung đoàn 34 cũng bị đánh bại với kịch bản tương tự trong Trận Pyongtaek và nhiều trận đánh khác trong suốt tháng bảy, mặc dù tiếp tục làm trì hoãn đà tiến của Bắc quân. Từ ngày 14 đến 21 tháng 7, Taejon thất thủ. Tuy nhiên quân đội Bắc Triều Tiên cuối cùng cũng đã bị Hoa Kỳ đánh bại trong Trận Vành đai Pusan kéo dài từ đầu tháng 8 đến giữa tháng 9 năm 1950.
Ba tháng sau đó vào ngày 19 tháng 9, Osan trở thành nơi mà các lực lượng Hoa Kỳ và Liên hiệp quốc dưới sự chỉ huy của Quân đoàn 8 trên đường tiến quân về phía nam gặp Quân đoàn X, đang tiến quân theo chiều ngược lại sau thành công tại Inchon để đẩy lùi hoàn toàn quân Bắc Triều Tiên ra khỏi Nam Triều Tiên.
Nhiều năm sau Chiến tranh Triều Tiên, khu vực nơi Lực lượng Đặc nhiệm Smith được huấn luyện tại Nhật Bản trước khi đến Triều Tiên đã trở thành một địa điểm tưởng niệm. Một đài kỷ niệm cũng được đặt tại cánh đồng Osan, nơi mà Quân đoàn 8, vẫn còn đóng quân tại Hàn Quốc, đến đây hàng năm để kỷ niệm Trận Osan. Ngày 16 tháng 7 năm 2010, 60 năm sau Trận Osan, chỉ huy Quân đoàn 8 cùng với các quan chức của Osan trong lễ kỷ niệm đã nói về Lực lượng Đặc nhiệm Smith và miêu tả trận đánh là "phát súng đầu tiên cho một cuộc chiến mà lý tưởng của nó vẫn tồn tại đến ngày nay." Trong lễ kỷ niệm lần thứ 61, một lần nữa có sự góp mặt của cả quân nhân Mỹ và chính trị gia Osan để tưởng nhớ Lực lượng Đặc nhiệm Smith.